# Штурмовщина
Штурмовщи́на — работа, поспешно осуществляемая с целью наверстать упущенное, авральная работа в конце планового периода с целью выполнить плановые показатели в оставшееся время. Данный термин включает в себя и сверхурочную работу для тех же задач. Штурмовщина характерна для любых предприятий любых экономических укладов, использующих плановые показатели, однако чаще всего данный термин используется применительно к советской плановой экономике как описание негативных проявлений ударного труда.
Предпосылками «штурмовщины» являются:
- Личная ответственность руководства предприятия за невыполнение планового задания;
- Направленность плановой экономики на исключение «непроизводительных» запасов[источник не указан 363 дня].

## Цикл возникновения штурмовщины
Цикл систематического возникновения штурмовщины может выглядеть следующим образом. Даже при выполнении количественных показателей плана на производстве возможна аритмичность в поставках от смежных предприятий. Невыполнение плана на смежных предприятиях приводит к нехватке инструментов, оборудования, материалов. В свою очередь, это приводит к дефициту ресурсов, замедленной работе или к переводу рабочих на другую работу в ожидании снабжения. При этом, аналогично это влияет на смежные к данному предприятию производства. В ходе этого накапливается общее отставание от плана.
Однако невыполнение плановых заданий может повлечь неприятные последствия для руководства и самого предприятия. Поэтому ближе к концу планового периода руководство начинает принимать энергичные меры для того, чтобы «догнать» плановые показатели. Используется напряжённая сверхурочная работа, эрзац-материалы, импровизированные инструменты. Вследствие этого страдает качество выпускаемых товаров.
После окончания планового периода (обычно месяц) активная стадия штурмовщины внезапно прекращается, и некоторое время работники отходят от напряжения, снижая темпы производства. Как результат, за это время накапливается отставание от плана в следующем периоде.
Иногда в литературе можно встретить деление цикла возникновения штурмовщины на три этапа: спячка, раскачка, горячка.
Спячка – первая часть планового периода. Рабочие работают не очень эффективно, происходит отдых от форсированной штурмовщины.
Раскачка знаменует этап, когда относительно известны общий объём работы и сроки, но впереди слишком много времени, и за это время могут измениться как требования, так и руководство;
Горячка – это последняя стадия планового периода; к концу этого этапа продукт должен быть готов, иначе руководству может быть объявлен выговор; работники работают форсированно и сверхурочно. Термин «штурмовщина» относится именно к этому периоду.

## История
Данная практика (ускорение производства к концу планового периода) была отмечена на некоторых североамериканских заводах, в частности Ford и McDonnell Douglas. В последнем случае это привело в 1970—1980-х годах к ряду катастроф самолётов DC-10, повлёкших потерю доверия к марке Douglas и банкротству компании.

## Оценки
Несмотря на признание распространённости явления, в СССР штурмовщина подвергалась критике в средствах массовой информации.